# Nancy Oliver
Nancy Oliver (Syracuse, 8 de fevereiro de 1955) é uma dramaturga e roteirista norte-americana. Como reconhecimento, foi nomeada ao Oscar 2008 na categoria de Melhor Roteiro Original por Lars and the Real Girl.